# Альмела, Мария
Мария Альмела (исп. Maria Almela) (Место рождения — Мексика) — мексиканская актриса театра и кино, продюсер и врач-психотерапевт.

## Биография
Родилась в Мексике. В мексиканском кинематографе дебютировала в 1987 году в короткометражном фильме, вскоре стала известной актрисой во многих странах мира и в РФ — снялась в культовых сериалах Моя вторая мама в роли Доры и в Просто Мария в роли Аны Лопес. Всего снялась в 5 работах в кино, среди которых два культовых телесериала, два короткометражных фильма и один полномасштабный фильм. Параллельно с работой в кино, актриса играла также и в театре. В 2001 году порвала с кинематографом и решила пойти по другой специальности — стать врачом-психотерапевтом, но при этом не отказываясь от театра. Получила степень бакалавра в области психологии в институте UNAM с присуждением диплома врача-психотерапевта. Работает по своей специальности и консультирует бизнесменов, преподаёт и разрабатывает новые формы психотерапии для успешного лечения психотерапевтических заболеваний. Параллельно со врачебной деятельностью занимается также творческой деятельностью — является креативным продюсером в мексиканском радио и телевидении. C 2004 года по сегодняшний момент является членом совета администрации колледжа в Мехико. Начиная с 2013 года, является партнёром профессионального развития исполнительных органов бизнес-сообщества ЕС и Мексики.

## Фильмография

### Телесериалы телекомпанииTelevisa
- 1989 — Моя вторая мама — Дора.
- 1989—1990 — Просто Мария — Ана Лопес (дубл. Елена Павловская).

## Награды и премии
- 1987 — Asociacion Mexicana de Criticos de Teatro — Лучшее женское откровение.
  - 1999 — Эта же премия — Лучшее актёрское мастерство молодёжного женского театра.
- 1991 — Asociacion Mexicana de Periodistas de Radyo y Television — Лучшая актриса за роль Аны Лопес в телесериале Просто Мария.
  - 1996 — Эта же премия — Лучшая программа культурных исследований за телепередачу Вкус Испании.